# Aftab Jawaid
Aftab Jawaid (* 1938 in Gurdaspur, Indien; † 9. März 2025 in Manchester) war ein pakistanischer Squashspieler und -trainer.

## Karriere
Aftab Jawaid gehörte von Mitte der 1960er-Jahre bis Anfang der 1970er-Jahre zur Weltspitze im Squash. Von 1963 bis 1965 gewann er die British Amateur Championships. Bei den British Open, die zu der Zeit noch gemeinhin als inoffizielle Weltmeisterschaft betrachtet wurden, erreichte er dreimal das Endspiel. 1966 unterlag er Abdelfattah Ahmed Aboutaleb in vier Sätzen, im Folgejahr Jonah Barrington in ebenfalls vier Sätzen. Sein drittes Finale spielte er 1971, abermals gegen Jonah Barrington, dem er dieses Mal in drei Sätzen unterlag. Mit der pakistanischen Nationalmannschaft nahm er 1969 und 1971 an der Weltmeisterschaft teil. Beide Male schloss die Mannschaft das Turnier als Dritte ab. Im Anschluss an seine Spielerkarriere war er lange Jahre als Trainer tätig: Neben Einzelspielern betreute er über eine lange Zeit auch die pakistanische Nationalmannschaft.